# Idiopteryx obliquella
Idiopteryx obliquella is een vlinder uit de familie van de Lecithoceridae. De wetenschappelijke naam van de soort is voor het eerst geldig gepubliceerd in 1881 door Walsingham.